# Selfridges
Selfridges è una catena britannica di grandi magazzini, fondata dall'imprenditore statunitense Harry Gordon Selfridge. Il negozio principale si trova in Oxford Street a Londra ed è il secondo più grande del paese dopo Harrods.  Fu aperto il 15 marzo 1909. Al 2007 esistevano quattro punti vendita: Londra (aperto nel 1909), Manchester-Trafford (aperto nel 1998), Manchester-Exchange Square (aperto nel 2002) e Birmingham-Bullring (aperto nel 2003).

## Storia

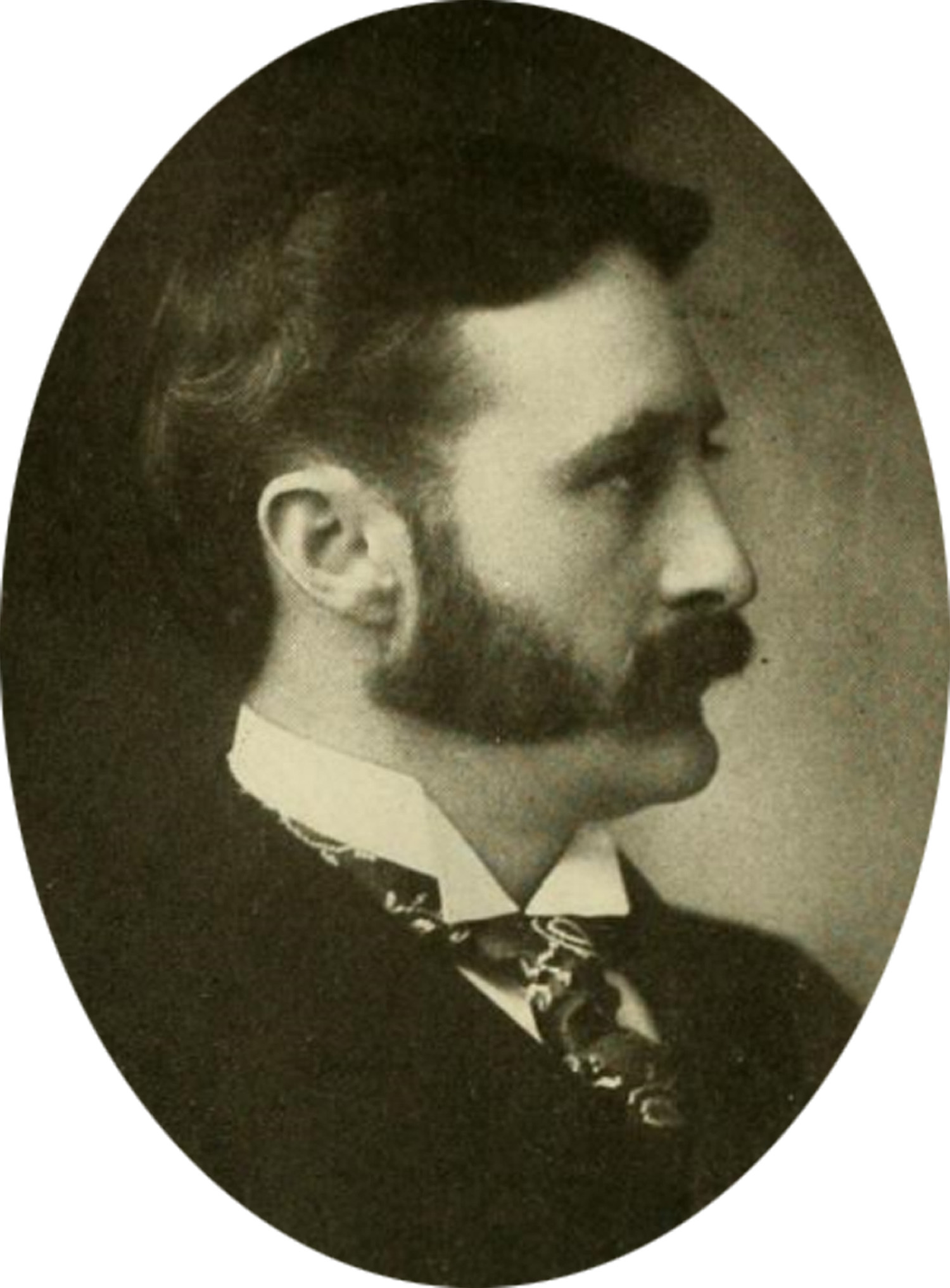
H. Gordon Selfridge

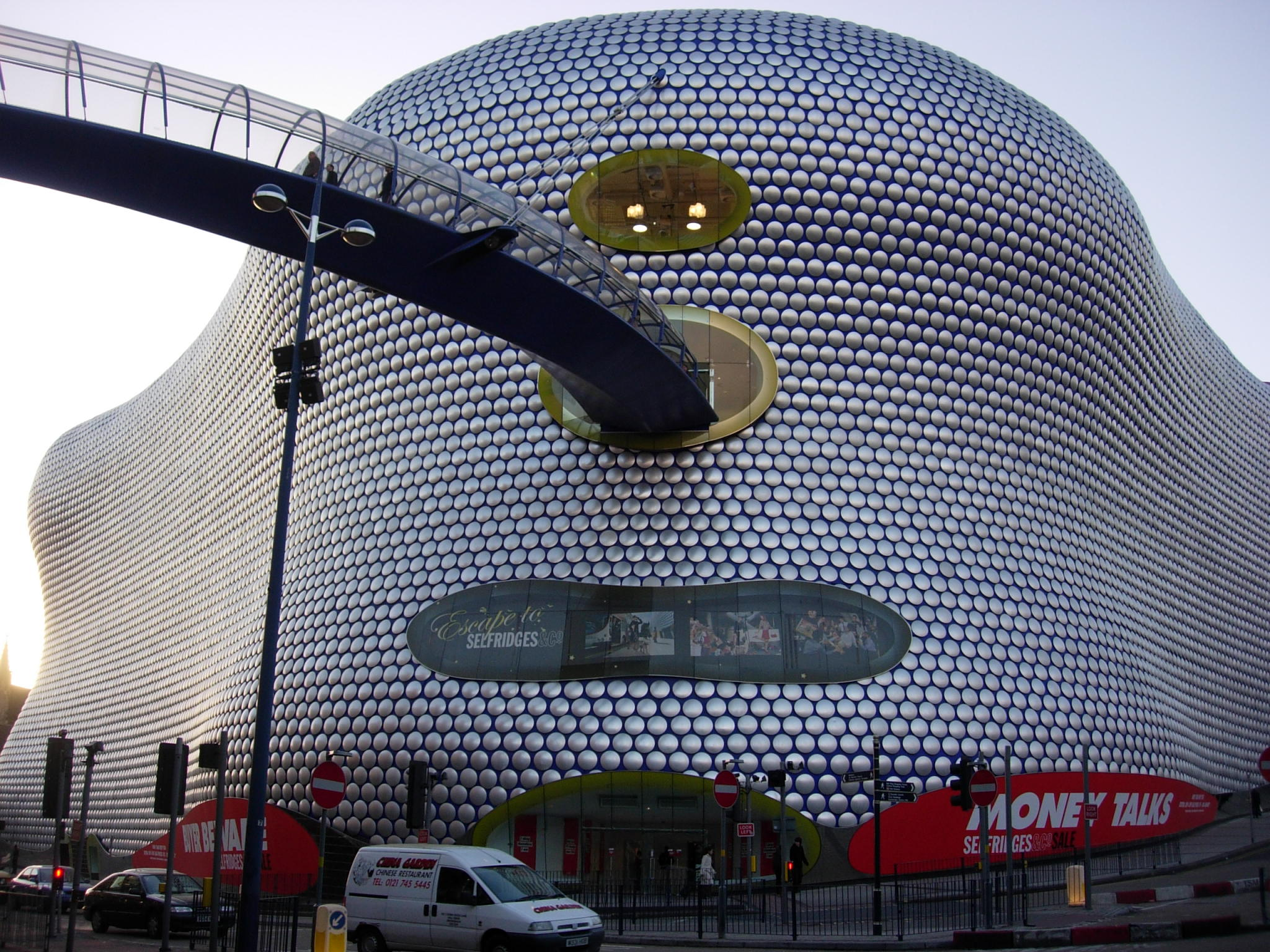
Selfridges a Birmingham.

H. Gordon Selfridge nacque nel 1858 a Ripon (Wisconsin), arrivando nel 1879 alla Field, Leiter and Company (poi divenuta Marshall Field & Company), in cui lavorò nell'omonimo negozio di Chicago. Fece carriera nell'azienda, sposò un'esponente della potente famiglia Buckingham e accumulò una fortuna con cui aprì il negozio londinese.
Le strategie di mercato innovative di Selfridge lo portarono al successo, con la strategia del rendere gli acquisti un'avventura e non una routine. Fece in modo che la merce fosse messa in mostra ed esaminata dai clienti, posizionò il profittevole reparto di profumeria al piano terra e mise in opera nuove modalità di acquisto facili e sicure per i clienti, poi adottate in tutto il mondo.
Si ritiene che la frase "Il cliente ha sempre ragione" sia stata coniata da Selfridge o Marshall Field e utilizzata nelle pubblicità del grande magazzino. L'espressione è tuttavia antica di secoli e il suo utilizzo può trarre origine dal commercio di tappeti persiani a Mumbai.
Attraeva i clienti con mostre di contenuti educativi e scientifici. Egli stesso era interessato all'educazione e alle scienze e credeva che le mostre portassero nuovi potenziali clienti da Selfridges, generando vendite sia immediate che ripetute.
Nel 1909, dopo la prima traversata della Manica in volo, il monoplano di Louis Blériot fu esposto da Selfridges dove fu visto da 12.000 persone. La prima dimostrazione della televisione fu fatta da John Logie Baird  dal primo piano di Selfridges dal 1° al 27 aprile del 1925.
Il sismografo Milne-Shaw fu installato al terzo piano da Selfridge nel 1932, attaccato a uno dei principali sostegni dell'edificio, indisturbato dal traffico e dai clienti. Questo registrò il terremoto belga dell'11 giugno 1938 che fu avvertito a Londra. Alla fine della guerra, il sismografo fu trasferito dal suo sito originario al vicino ufficio postale in un'altra zona del negozio. Nel 1947 il sismografo fu donato al British Museum.
Il negozio in provincia fu venduto alla John Lewis Partnership negli anni 40. Il negozio rimasto in Oxford Street fu acquistato nel 1951 dalla catena di department store di Liverpool che si chiamava Lewis's e che a sua volta fu rilevata nel 1965 dal gruppo Sears di Charles Clore. Nel Marzo 1998 Selfridges ha acquisito l'uso di un nuovo logo con l'apertura del nuovo negozio al Trafford Centre di Manchester e l'uscita di Selfridges da Sears.
Tra 1998 e 2003, il negozio ha raggiunto i 50,000 m2 Il flagship di Londra conta 14,000 m2 al Trafford Centre di Manchester; visto il successo di Manchester, un altro negozio di 11,600 m2 fu aperto a Exchange Square, Manchester. C'è poi il negozio di 24,000 m2  al Bull Ring shopping center.
Nel 2003, la catena è stata acquisita dalla canadese Galen Weston per £598 milioni. Weston, un esperto di vendita al dettaglio che è proprietario delle maggiori catene di supermercati del Canada come Loblaws e No Frills tra gli altri, ha scelto di investire nel rinnovamentoo del negozio di Oxford Street, più che nell'espansione a Leeds, Newcastle Upon Tyne, Bristol, e Glasgow, sebbene Selfridges possieda proprietà in ognuna di queste città.
Il direttore esecutivo è il rivenditore irlandese, Paul Kelly. Kelly ha lavorato per l'organizzazione Weston dalla metà degli anni Ottanta.
Nel luglio 2021 la famiglia Weston ha deciso di vendere l'attività con un valore stimato di 4 miliardi di stelline. La vendita include tutti i negozi compreso il flagship store di Oxford Street e gli outlets nel mondo.

## Architettura

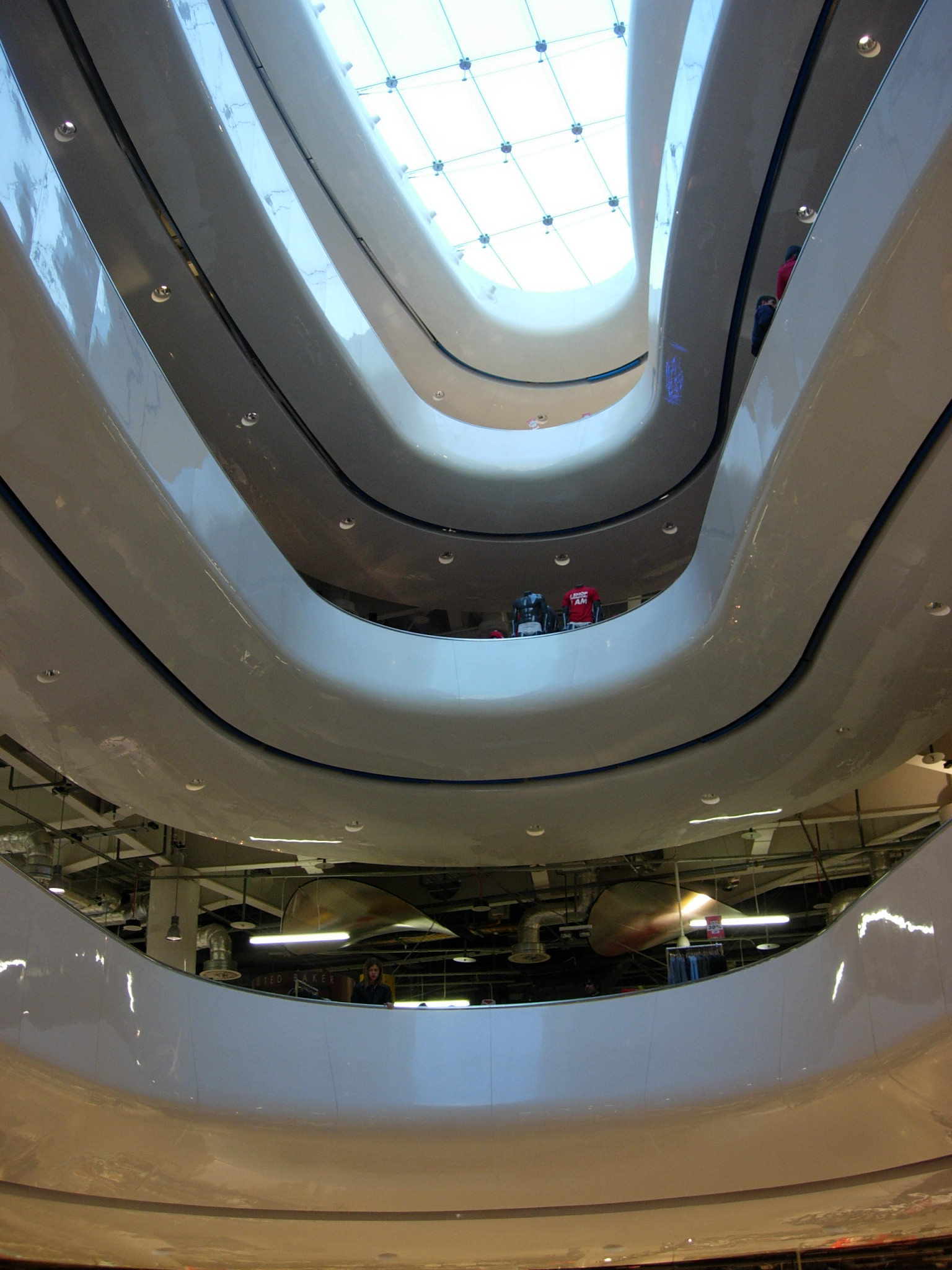
L'interno del negozio di Birmingham.

I negozi di Selfridge sono noti per la loro qualità architettonica. Il negozio di Londra fu progettato da Daniel Burnham, autore anche del negozio di Marshall Field's a Chicago. Il negozio fu costruito per fasi, a partire dal lato sull'angolo di Duke Street. Il progetto per erigere un'imponente torre sopra lo store non fu mai portato a termine. Inoltre furono coinvolti nel disegno del progetto anche l'architetto americano Francis Swales, che lavorò sui dettagli decorativi, e l'architetto britannico Frank Atkinson. Il negozio di Trafford è noto per le sue moderne scale e le facciate in marmo. Ogni piano del negozio in Exchange Square fu disegnato da differenti architetti dando così un look unico ad ognuno di essi. I 25.000 m² del negozio di Birmingham, disegnati dagli architetti Future Systems, sono ricoperti da 15.000 dischi di alluminio. I negozi si distinguono anche per i loro sacchetti gialli, disponibili in diverse misure.

## Curiosità
- Nel 2013 ha debuttato su ITV la serie televisiva Mr Selfridge, che racconta la storia dei negozi Selfridges.